# Foltmaratás

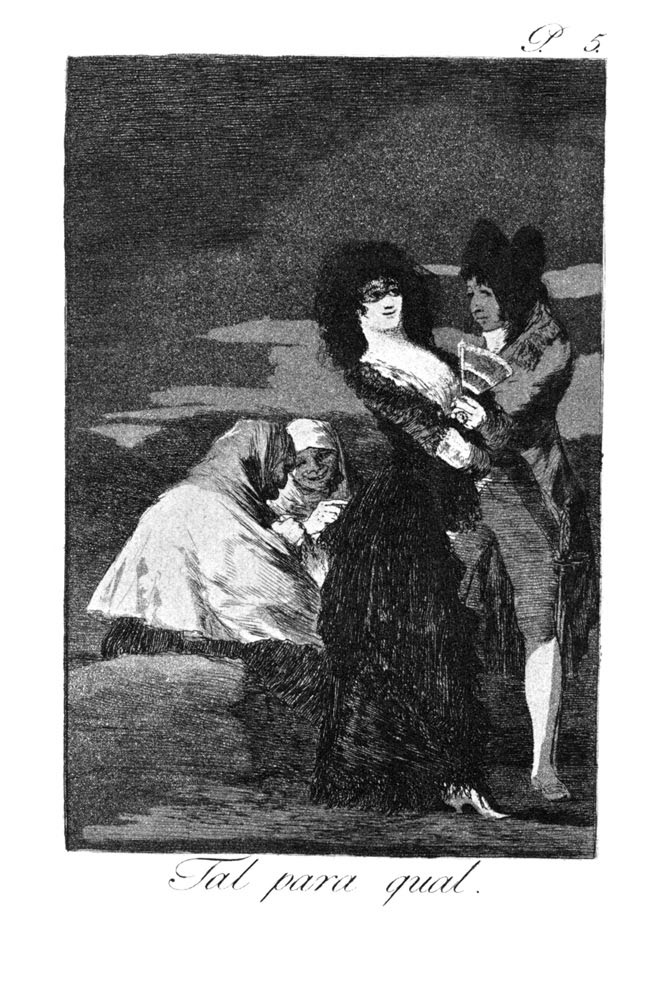
Francisco de Goya: egy lap a Caprichos sorozatból, aquatinta

A foltmaratás vagy aquatinta maratásos módszert alkalmazó mélynyomású grafikai eljárás, amely tónusos rajzok reprodukálására használható. A fémlemezre finom rétegben aszfaltport visznek fel, kissé ráolvasztják, a maratás a por szemcséi között fedetlenül maradt részeket mélyíti ki, ezek hordozzák nyomtatáskor a festéket. A tónusokat a szemcsenagyság variálásával, a maróanyag erősségével és a maratás időtartamával lehet befolyásolni.

## Technikája
A sima, tiszta fémlemezt szíriai aszfalttal, finomra tört kolofóniummal vagy más gyantával porozzák be. Nagyon fontos a beporzás szemcsenagysága, egyenletessége. Kézi porzás esetén több rétegű vászonzacskóba helyezik a port, majd a lemezt végigütögetik vele. Kifinomultabb módszer a porzószekrény alkalmazása, amelyben az aszfalt- vagy gyantaport felkavarják, majd rövid időre belehelyezik a fémlemezt. A lemez be- és kivételének időzítésével a szemcseméretet és a porszemek sűrűségét is kontrollálni lehet, hiszen a szállongó porból először a nagyobb szemcsék rakódnak le a lemezre, azután a finomabbak. A beporzott lemezt a túloldaláról óvatosan felmelegítik, de csak annyira, hogy a szemcsék a lemezre olvadjanak, de ne folyjanak össze.
A tónusértékek fokozatait legtöbbször maratáskor alakítják ki úgy, hogy a gyenge marófolyadékot különböző ideig hagyják hatni a lemez megfelelő részein. A lemez maratását újra meg újra megszakítják, és a rajz egyes részeit a világosaktól a sötétig haladva aszfaltlakkal fokozatosan lefedik, ha már elérte a megfelelő tónust. A fehérnek szánt részeket már a maratás előtt beecsetelik. 
Ha szükség van határozott körvonalakra, azokat még a lemez szemcsézése előtt kell elkészíteni akár hidegtűvel, maratott karccal vagy más eljárással. A nyomtatás az aszfaltréteg letisztítása után a rézmetszettel azonos módon történik.

## Története
A foltmaratás technikáját Jean-Baptiste Le Prince, François Boucher tanítványa találta fel a 18. század közepén. Legismertebb, legjelentősebb művelője Francisco de Goya volt, aki élete vége felé alkotta meg Caprichos, Desastres de la Guerra, Proverbios és Tauromaquia című aquatinta-sorozatait, melyek technikai és művészi szempontból is csodálatra méltóak. A technika a későbbiekben is megőrizte népszerűségét.